# Krasobruslení na Zimních olympijských hrách 2010 – taneční páry
Soutěž tanečních párů v krasobruslení na Zimních olympijských hrách 2010 se konala v Pacific Coliseum ve Vancouveru 19. února (povinný tanec), 21. února (originální tanec) a 22. února 2010 (volný tanec). Účastnilo se jí 24 tanečních párů z 15 zemí. Obhájci zlaté olympijské medaile byli Rusové Taťána Navková a Roman Kostomarov, kteří v soutěži nestartovali. Českou republiku reprezentoval pár Kamila Hájková a David Vincour, který se umístil na 21. místě.
Olympijským vítězem se stal kanadský pár Tessa Virtueová a Scott Moir. 

## Výsledky
| Legenda | Legenda                          | Legenda | Legenda                |
| ------- | -------------------------------- | ------- | ---------------------- |
| TSS     | Celkové body dané části programu | TES     | Technické prvky        |
| PCS     | Programové komponenty            | SS      | Bruslařské dovednosti  |
| MO      | Kroková práce / Pohyb            | TI      | Timing                 |
| TR      | Spojovací prvky                  | PE      | Předvedení / Provedení |
| CH      | Choreografie                     | IN      | Interpretace           |
| Ded     | Srážky                           | StN     | Startovní číslo        |

### Povinný tanec
| Pořadí | Partnerka            | Partner              | Stát                   | TSS   | TES   | PCS   | SS   | TI   | PE   | IN   | Ded  | StN |
| ------ | -------------------- | -------------------- | ---------------------- | ----- | ----- | ----- | ---- | ---- | ---- | ---- | ---- | --- |
| 1      | Oxana Domninová      | Maxim Šabalin        | Rusko                  | 43.76 | 21.92 | 21.84 | 8.75 | 8.50 | 8.80 | 9.00 | 0.00 | 18  |
| 2      | Tessa Virtueová      | Scott Moir           | Kanada                 | 42.74 | 21.40 | 21.34 | 8.55 | 8.40 | 8.60 | 8.65 | 0.00 | 23  |
| 3      | Meryl Davis          | Charlie White        | Spojené státy americké | 41.47 | 20.46 | 21.01 | 8.40 | 8.30 | 8.55 | 8.40 | 0.00 | 17  |
| 4      | Tanith Belbin        | Benjamin Agosto      | Spojené státy americké | 40.83 | 20.16 | 20.67 | 8.25 | 8.25 | 8.25 | 8.40 | 0.00 | 20  |
| 5      | Federica Faiella     | Massimo Scali        | Itálie                 | 39.88 | 19.82 | 20.06 | 8.10 | 7.80 | 8.05 | 8.20 | 0.00 | 21  |
| 6      | Isabelle Delobel     | Olivier Schoenfelder | Francie                | 37.99 | 18.44 | 19.55 | 7.75 | 7.65 | 7.90 | 8.10 | 0.00 | 12  |
| 7      | Jana Chochlovová     | Sergej Novickij      | Rusko                  | 37.18 | 18.28 | 18.90 | 7.65 | 7.35 | 7.60 | 7.70 | 0.00 | 19  |
| 8      | Sinead Kerr          | John Kerr            | Velká Británie         | 37.02 | 18.04 | 18.98 | 7.70 | 7.40 | 7.60 | 7.70 | 0.00 | 22  |
| 9      | Nathalie Pechalat    | Fabian Bourzat       | Francie                | 36.13 | 17.72 | 18.41 | 7.40 | 7.10 | 7.45 | 7.60 | 0.00 | 16  |
| 10     | Alexandra Zarecky    | Roman Zarecky        | Izrael                 | 34.38 | 17.42 | 16.96 | 6.80 | 6.55 | 6.90 | 7.00 | 0.00 | 15  |
| 11     | Anna Zadorožňjuková  | Sergej Verbillo      | Ukrajina               | 33.87 | 17.38 | 16.49 | 6.55 | 6.40 | 6.75 | 6.80 | 0.00 | 5   |
| 12     | Anna Cappellini      | Luca Lanotte         | Itálie                 | 33.13 | 16.40 | 16.73 | 6.75 | 6.45 | 6.70 | 6.95 | 0.00 | 1   |
| 13     | Nora Hoffmann        | Maxim Zavozin        | Maďarsko               | 31.90 | 16.60 | 15.30 | 6.15 | 5.95 | 6.15 | 6.30 | 0.00 | 9   |
| 14     | Emily Samuelson      | Evan Bates           | Spojené státy americké | 31.37 | 16.04 | 15.33 | 6.15 | 6.15 | 6.05 | 6.15 | 0.00 | 14  |
| 15     | Vanessa Crone        | Paul Poirier         | Kanada                 | 31.14 | 16.22 | 14.92 | 6.05 | 5.80 | 6.00 | 6.05 | 0.00 | 13  |
| 16     | Christina Beier      | William Beier        | Německo                | 30.31 | 15.82 | 14.49 | 5.90 | 5.50 | 5.90 | 5.95 | 0.00 | 3   |
| 17     | Jekatěrina Bobrovová | Dmitrij Solovjev     | Rusko                  | 29.86 | 14.50 | 15.36 | 6.15 | 5.85 | 6.25 | 6.45 | 0.00 | 4   |
| 18     | Cathy Reed           | Chris Reed           | Japonsko               | 29.49 | 15.10 | 14.39 | 5.80 | 5.55 | 5.85 | 5.90 | 0.00 | 10  |
| 19     | Huang Xintong        | Zheng Xun            | Čína                   | 29.22 | 15.32 | 13.90 | 5.65 | 5.30 | 5.70 | 5.65 | 0.00 | 6   |
| 20     | Allison Reed         | Otar Japaridze       | Gruzie                 | 26.65 | 14.22 | 12.43 | 5.05 | 4.75 | 5.10 | 5.05 | 0.00 | 7   |
| 21     | Penny Coomes         | Nicholas Buckland    | Velká Británie         | 25.68 | 13.28 | 12.40 | 5.05 | 4.75 | 5.00 | 5.10 | 0.00 | 2   |
| 22     | Kamila Hájková       | David Vincour        | Česko                  | 23.19 | 12.06 | 11.13 | 4.65 | 4.15 | 4.60 | 4.45 | 0.00 | 8   |
| 23     | Irina Shtork         | Taavi Rand           | Estonsko               | 21.73 | 11.18 | 10.55 | 4.35 | 4.10 | 4.25 | 4.15 | 0.00 | 11  |

### Originální tanec
| Pořadí | Partnerka            | Partner              | Stát                   | TSS   | TES   | PCS   | SS   | MO   | PE   | CH   | IT   | Ded  | StN |
| ------ | -------------------- | -------------------- | ---------------------- | ----- | ----- | ----- | ---- | ---- | ---- | ---- | ---- | ---- | --- |
| 1      | Tessa Virtueová      | Scott Moir           | Kanada                 | 68.41 | 32.90 | 35.51 | 9.30 | 9.10 | 9.50 | 9.40 | 9.45 | 0.00 | 22  |
| 2      | Meryl Davis          | Charlie White        | Spojené státy americké | 67.08 | 32.60 | 34.48 | 8.95 | 8.85 | 9.20 | 9.20 | 9.20 | 0.00 | 19  |
| 3      | Oxana Domninová      | Maxim Šabalin        | Rusko                  | 62.84 | 29.80 | 33.04 | 8.70 | 8.40 | 8.75 | 8.85 | 8.80 | 0.00 | 18  |
| 4      | Tanith Belbin        | Benjamin Agosto      | Spojené státy americké | 62.50 | 30.10 | 32.40 | 8.50 | 8.20 | 8.70 | 8.45 | 8.75 | 0.00 | 23  |
| 5      | Federica Faiella     | Massimo Scali        | Itálie                 | 60.18 | 28.60 | 31.58 | 8.30 | 8.05 | 8.40 | 8.35 | 8.45 | 0.00 | 17  |
| 6      | Nathalie Péchalat    | Fabian Bourzat       | Francie                | 59.99 | 29.90 | 30.09 | 7.80 | 7.70 | 7.90 | 8.00 | 8.15 | 0.00 | 20  |
| 7      | Isabelle Delobel     | Olivier Schoenfelder | Francie                | 58.68 | 27.40 | 32.28 | 8.40 | 8.20 | 8.65 | 8.60 | 8.65 | 1.00 | 15  |
| 8      | Sinead Kerr          | John Kerr            | Velká Británie         | 56.76 | 27.30 | 29.46 | 7.65 | 7.40 | 7.85 | 7.85 | 8.00 | 0.00 | 16  |
| 9      | Jana Chochlovová     | Sergej Novickij      | Rusko                  | 55.57 | 26.10 | 29.47 | 7.80 | 7.50 | 7.90 | 7.90 | 7.75 | 0.00 | 14  |
| 10     | Alexandra Zaretsky   | Roman Zaretsky       | Izrael                 | 55.24 | 27.30 | 27.94 | 7.25 | 7.10 | 7.40 | 7.45 | 7.55 | 0.00 | 21  |
| 11     | Emily Samuelson      | Evan Bates           | Spojené státy americké | 53.99 | 28.60 | 25.39 | 6.75 | 6.50 | 6.80 | 6.60 | 6.75 | 0.00 | 7   |
| 12     | Anna Cappellini      | Luca Lanotte         | Itálie                 | 51.45 | 26.50 | 24.95 | 6.60 | 6.35 | 6.75 | 6.65 | 6.55 | 0.00 | 2   |
| 13     | Nóra Hoffmann        | Maxim Zavozin        | Maďarsko               | 51.22 | 25.70 | 25.52 | 6.65 | 6.50 | 6.65 | 6.85 | 6.90 | 0.00 | 6   |
| 14     | Cathy Reed           | Chris Reed           | Japonsko               | 50.81 | 27.70 | 23.11 | 6.00 | 5.65 | 6.30 | 6.10 | 6.35 | 0.00 | 10  |
| 15     | Jekatěrina Bobrovová | Dmitrij Solovjev     | Rusko                  | 50.61 | 25.60 | 25.01 | 6.50 | 6.35 | 6.65 | 6.65 | 6.75 | 0.00 | 8   |
| 16     | Anna Zadorožňjuková  | Sergej Verbillo      | Ukrajina               | 50.02 | 24.30 | 25.72 | 6.75 | 6.60 | 6.90 | 6.75 | 6.85 | 0.00 | 12  |
| 17     | Vanessa Crone        | Paul Poirier         | Kanada                 | 48.17 | 24.00 | 24.17 | 6.45 | 6.10 | 6.45 | 6.60 | 6.30 | 0.00 | 3   |
| 18     | Christina Beier      | William Beier        | Německo                | 46.42 | 25.00 | 21.42 | 5.80 | 5.45 | 5.75 | 5.70 | 5.55 | 0.00 | 9   |
| 19     | Penny Coomes         | Nicholas Buckland    | Velká Británie         | 46.33 | 24.60 | 21.73 | 5.60 | 5.40 | 5.90 | 5.90 | 5.85 | 0.00 | 13  |
| 20     | Huang Xintong        | Zheng Xun            | Čína                   | 45.03 | 22.70 | 22.33 | 5.95 | 5.60 | 6.00 | 5.90 | 5.95 | 0.00 | 11  |
| 21     | Allison Reed         | Otar Japaridze       | Gruzie                 | 42.22 | 22.50 | 19.72 | 5.25 | 4.90 | 5.25 | 5.50 | 5.15 | 0.00 | 1   |
| 22     | Kamila Hájková       | David Vincour        | Česko                  | 40.54 | 22.10 | 18.44 | 5.00 | 4.65 | 4.90 | 5.05 | 4.75 | 0.00 | 4   |
| 23     | Irina Štorková       | Taavi Rand           | Estonsko               | 35.21 | 19.90 | 16.31 | 4.35 | 4.05 | 4.20 | 4.70 | 4.25 | 1.00 | 5   |

### Volný tanec
| Pořadí | Partnerka            | Partner              | Stát                   | TSS    | TES   | PCS   | SS   | MO   | PE   | CH   | IT   | Ded  | StN |
| ------ | -------------------- | -------------------- | ---------------------- | ------ | ----- | ----- | ---- | ---- | ---- | ---- | ---- | ---- | --- |
| 1      | Tessa Virtueová      | Scott Moir           | Kanada                 | 110.42 | 53.10 | 57.32 | 9.50 | 9.45 | 9.60 | 9.60 | 9.70 | 0.00 | 21  |
| 2      | Meryl Davis          | Charlie White        | Spojené státy americké | 107.19 | 52.80 | 55.39 | 9.15 | 9.00 | 9.45 | 9.30 | 9.45 | 1.00 | 19  |
| 3      | Oxana Domninová      | Maxim Šabalin        | Rusko                  | 101.04 | 48.00 | 53.04 | 8.85 | 8.70 | 8.95 | 8.90 | 8.90 | 0.00 | 23  |
| 4      | Tanith Belbin        | Benjamin Agosto      | Spojené státy americké | 99.74  | 48.00 | 51.74 | 8.75 | 8.40 | 8.70 | 8.55 | 8.85 | 0.00 | 22  |
| 5      | Federica Faiella     | Massimo Scali        | Itálie                 | 99.11  | 47.70 | 51.41 | 8.50 | 8.30 | 8.80 | 8.70 | 8.75 | 0.00 | 20  |
| 6      | Isabelle Delobel     | Olivier Schoenfelder | Francie                | 97.06  | 46.00 | 51.06 | 8.50 | 8.30 | 8.65 | 8.55 | 8.70 | 0.00 | 17  |
| 7      | Nathalie Péchalat    | Fabian Bourzat       | Francie                | 94.37  | 46.90 | 47.47 | 7.95 | 7.70 | 7.90 | 8.05 | 8.10 | 0.00 | 16  |
| 8      | Jana Chochlovová     | Sergej Novickij      | Rusko                  | 93.11  | 45.50 | 47.61 | 8.00 | 7.75 | 8.00 | 8.00 | 8.05 | 0.00 | 18  |
| 9      | Sinead Kerr          | John Kerr            | Velká Británie         | 92.23  | 44.30 | 47.93 | 7.90 | 7.80 | 8.10 | 8.15 | 8.15 | 0.00 | 15  |
| 10     | Alexandra Zaretsky   | Roman Zaretsky       | Izrael                 | 90.64  | 45.20 | 45.44 | 7.55 | 7.40 | 7.80 | 7.55 | 7.70 | 0.00 | 14  |
| 11     | Emily Samuelson      | Evan Bates           | Spojené státy americké | 88.94  | 46.40 | 42.54 | 7.10 | 6.95 | 7.30 | 6.95 | 7.25 | 0.00 | 13  |
| 12     | Vanessa Crone        | Paul Poirier         | Kanada                 | 85.29  | 45.40 | 39.89 | 6.75 | 6.40 | 6.80 | 6.70 | 6.75 | 0.00 | 7   |
| 13     | Nóra Hoffmann        | Maxim Zavozin        | Maďarsko               | 84.11  | 43.40 | 40.71 | 6.85 | 6.60 | 6.95 | 6.60 | 7.05 | 0.00 | 11  |
| 14     | Jekatěrina Bobrovová | Dmitrij Solovjev     | Rusko                  | 82.88  | 42.30 | 41.58 | 7.00 | 6.70 | 7.05 | 7.00 | 7.05 | 1.00 | 12  |
| 15     | Anna Cappellini      | Luca Lanotte         | Itálie                 | 82.74  | 44.60 | 39.14 | 6.65 | 6.30 | 6.60 | 6.60 | 6.60 | 1.00 | 9   |
| 16     | Cathy Reed           | Chris Reed           | Japonsko               | 79.30  | 42.50 | 36.80 | 6.25 | 5.85 | 6.55 | 6.10 | 6.10 | 0.00 | 5   |
| 17     | Anna Zadorožňjuková  | Sergej Verbillo      | Ukrajina               | 79.26  | 39.20 | 40.06 | 6.80 | 6.55 | 6.70 | 6.75 | 6.65 | 0.00 | 10  |
| 18     | Christina Beier      | William Beier        | Německo                | 72.91  | 38.90 | 34.01 | 5.90 | 5.50 | 5.75 | 5.65 | 5.60 | 0.00 | 6   |
| 19     | Penny Coomes         | Nicholas Buckland    | Velká Británie         | 71.60  | 41.30 | 31.30 | 5.25 | 5.05 | 5.35 | 5.25 | 5.30 | 1.00 | 3   |
| 20     | Huang Xintong        | Zheng Xun            | Čína                   | 71.27  | 37.70 | 33.57 | 5.90 | 5.45 | 5.65 | 5.50 | 5.50 | 0.00 | 8   |
| 21     | Kamila Hájková       | David Vincour        | Česko                  | 70.08  | 41.30 | 28.78 | 5.00 | 4.50 | 4.90 | 4.95 | 4.80 | 0.00 | 1   |
| 22     | Allison Reed         | Otar Japaridze       | Gruzie                 | 63.45  | 36.30 | 28.15 | 4.85 | 4.45 | 4.80 | 4.75 | 4.75 | 1.00 | 4   |
| 23     | Irina Štorková       | Taavi Rand           | Estonsko               | 58.24  | 35.10 | 24.14 | 4.20 | 3.85 | 4.05 | 4.10 | 4.00 | 1.00 | 2   |

### Celkové hodnocení
| Pořadí | Partnerka            | Partner              | Stát                   | Celkem | PT | OT | VT |
| ------ | -------------------- | -------------------- | ---------------------- | ------ | -- | -- | -- |
| 1      | Tessa Virtueová      | Scott Moir           | Kanada                 | 221.57 | 2  | 1  | 1  |
| 2      | Meryl Davis          | Charlie White        | Spojené státy americké | 215.74 | 3  | 2  | 2  |
| 3      | Oxana Domninová      | Maxim Šabalin        | Rusko                  | 207.64 | 1  | 3  | 3  |
| 4      | Tanith Belbin        | Benjamin Agosto      | Spojené státy americké | 203.07 | 4  | 4  | 4  |
| 5      | Federica Faiella     | Massimo Scali        | Itálie                 | 199.17 | 5  | 5  | 5  |
| 6      | Isabelle Delobel     | Olivier Schoenfelder | Francie                | 193.73 | 6  | 7  | 6  |
| 7      | Nathalie Péchalat    | Fabian Bourzat       | Francie                | 190.49 | 9  | 6  | 7  |
| 8      | Sinead Kerr          | John Kerr            | Velká Británie         | 186.01 | 8  | 8  | 9  |
| 9      | Jana Chochlovová     | Sergej Novitski      | Rusko                  | 185.86 | 7  | 9  | 8  |
| 10     | Alexandra Zaretsky   | Roman Zaretsky       | Izrael                 | 180.26 | 10 | 10 | 10 |
| 11     | Emily Samuelson      | Evan Bates           | Spojené státy americké | 174.30 | 14 | 11 | 11 |
| 12     | Anna Cappellini      | Luca Lanotte         | Itálie                 | 167.32 | 12 | 12 | 15 |
| 13     | Nóra Hoffmann        | Maxim Zavozin        | Maďarsko               | 167.23 | 13 | 13 | 13 |
| 14     | Vanessa Crone        | Paul Poirier         | Kanada                 | 164.60 | 15 | 17 | 12 |
| 15     | Jekatěrina Bobrovová | Dmitrij Solovjev     | Rusko                  | 163.35 | 17 | 15 | 14 |
| 16     | Anna Zadorožňjuková  | Sergej Verbillo      | Ukrajina               | 163.15 | 11 | 16 | 17 |
| 17     | Cathy Reed           | Chris Reed           | Japonsko               | 159.60 | 18 | 14 | 16 |
| 18     | Christina Beier      | William Beier        | Německo                | 149.64 | 16 | 18 | 18 |
| 19     | Huang Xintong        | Zheng Xun            | Čína                   | 145.52 | 19 | 20 | 20 |
| 20     | Penny Coomes         | Nicholas Buckland    | Velká Británie         | 143.61 | 21 | 19 | 19 |
| 21     | Kamila Hájková       | David Vincour        | Česko                  | 133.81 | 22 | 22 | 21 |
| 22     | Allison Reed         | Otar Japaridze       | Gruzie                 | 132.32 | 20 | 21 | 22 |
| 23     | Irina Štorková       | Taavi Rand           | Estonsko               | 115.18 | 23 | 23 | 23 |